# Báo miễn phí
Báo miễn phí đã có từ lâu trên thế giới, nó được phát miễn phí cùng các tờ báo khác tại những vị trí trung tâm của các thành phố như tàu điện ngầm, nhà ga, bến xe, bến tàu, nhà hàng..., hoặc thông qua hình thức phát tận nhà. Nguồn thu của những tờ báo miễn phí này đến từ các trang Quảng cáo.